# Надеждинка (Новосибирская область)
Наде́ждинка — деревня в Северном районе Новосибирской области России. Входит в состав Останинского сельсовета.

## География
Площадь деревни — 21 гектаров.

## История
Основана в 1910 г. В 1926 году посёлок Надеждинский состоял из 50 хозяйств, основное население — белоруссы. В составе Останинского сельсовета Биазинского района Барабинского округа Сибирского края.

## Население
| 1926 | 2002 | 2007 | 2010 |
| ---- | ---- | ---- | ---- |
| 278  | ↘9   | ↘1   | →1   |

## Инфраструктура
В деревне по данным на 2007 год отсутствует социальная инфраструктура.